# Gare de Montbarrey
Gare de Montbarrey vasútállomás Franciaországban, Montbarrey településen.

## Vasútvonalak
Az állomást az alábbi vasútvonalak érintik:
- Dijon–Vallorbe-vasútvonal

## Kapcsolódó állomások
A vasútállomáshoz az alábbi állomások vannak a legközelebb:
- Gare de Dole-Ville (Dijon–Vallorbe-vasútvonal)
- Gare d’Arc-et-Senans (Dijon–Vallorbe-vasútvonal)